# Roman de Baïbars

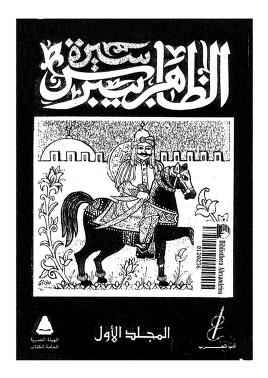

Le  Roman de Baïbars  (arabe سيرة الظاهر بيبرس (sīra(t) al-ẓāhir baybars) : "Vie de Baïbars") est un cycle épique populaire d'époque ottomane arabe centré sur le personnage historique de Baybars, sultan mamelouk et relatant sa vie romancée. 
Le Roman de Baïbars appartient au genre du récit romanesque égyptien ou Sira, avec la notable différence du choix de la prose.
La première mention du roman et de sa popularité est faite au début du XVIe siècle.

## Personnages
- Baïbars
- Le roi El Salih : Bon roi juste et souvent porté à la mystique, il entreprend d'éduquer le jeune Baïbars et est assassiné.
- Ôtman : acolyte de Baïbars dans ses années de jeunesse, il détonne par son parler argotique et ses manières de filou.

## Éditions
De multiples manuscrits existent et attestent de la liberté des conteurs et de la polyvalence du texte. On distingue traditionnellement trois corpus principaux, correspondant à des intrigues et des styles caractérisés: celui d'Alep, de Damas et du Caire (le moins littéraire). Les éditions modernes doivent donc choisir un manuscrit particulier ou assembler les épisodes de plusieurs manuscrits.
- Le Roman de Baïbars, en cours de publication, Sindbad (depuis 1985) et réédité par Actes Sud (depuis 1998). Volumes publiés:

1. Les Enfances de Baïbars, traduit de l'arabe par Georges Bohas, 1985, 1998
2. Fleur des Truands
3. Les Bas-fonds du Caire
4. La Chevauchée des fils d'Ismaïl
5. La Trahison des émirs
6. Meurtre au hammam
7. Rempart des Pucelles
8. La Revanche du Maître des Ruses
9. Échec au roi de Rome
10. Le Procès du moine maudit

- Sirat al-Zahir Baibars, édité par Mustafa al-Saba, Le Caire, 1923, republié en 5 volumes par Alhay'ah Almisriyah, édité par Gamal El-Ghitani, Le Caire, 1996.  (ISBN 977-01-4642-0)

## Adaptations
- Baïbars, le mamelouk qui devint sultan, mis en scène par Marcel Bozonnet, Théâtre Jean Vilar Suresnes, Théâtre Silvia-Monfort, 2010